# Castroviejo
Castroviejo es un municipio y localidad española de la comunidad autónoma de La Rioja. El término municipal cuenta con una población de 56 habitantes (INE 2024).

## Ubicación
La localidad está situado a 15 km de Nájera y 34 km de Logroño aproximadamente, en el valle del río Yalde.

## Historia
Castroviejo es rico en yacimientos arqueológicos que se remontan a la Prehistoria. En la vertiente sur y sureste del Serradero abundan las cuevas naturales que proporcionan una secuencia ocupacional que, desde el Paleolítico Medio y Superior, alcanza el Neolítico y las primeras fases de la Edad del Hierro. Sin embargo, no se han encontrado restos que permitan una caracterización específica.
Tampoco se conocen hallazgos adscritos a época celtibérica y romana, pese a la alta concentración de yacimientos de estos periodos, en especial en torno a la ciudad de Tricio, el centro alfarero de mayor desarrollo en la Hispania romana desde mediados del siglo I hasta el siglo IV. Es indudable que Castroviejo debió desempeñar un papel importante como abastecedor de combustible (leña), de arcilla y agua.
En la cumbre del Cerro del Campo queda una construcción cuadrangular que podría tratarse de un castillo en roquero, de aspecto similar al de Clavijo. Tal vez sea el castillo de Castroviejo al que aluden las fuentes literarias y donde sufrió presidio Fernán González tras su derrota en Cirueña frente a las tropas navarras en el año 960. En estos momentos la Rioja Alta formaba parte del reino de Navarra.
Además existen en este mismo lugar enterramientos medievales que explicaría el nombre que recibe en la actualidad, Ermita Vieja. Podría tratarse del monasterio en el que vivieron las santas Nunilo y Alodia. En la documentación medieval  conservada se citan ocasionalmente algunos personajes de la localidad en calidad de testigos en documentos públicos.

## Geografía humana

### Demografía
Cuenta con una población de 56 habitantes (INE 2024).
| Gráfica de evolución demográfica de Castroviejo entre 1842 y 2021                                                     |
| |
| Población de derecho según los censos de población del INE. Población de hecho según los censos de población del INE. |

## Administración
| Periodo   | Nombre                         | Partido |
| --------- | ------------------------------ | ------- |
| 1979-1983 | Fernando Ceniceros Lacalle     | CD      |
| 1983-1987 | Abel Fernández Ceniceros       | CDS     |
| 1987-1991 | Justo Lacalle Pérez            | CDS     |
| 1991-1995 | José Domingo Ceniceros Lacalle | PSOE    |
| 1995-1999 | José Domingo Ceniceros Lacalle | PSOE]   |
| 1999-2003 | José Domingo Ceniceros Lacalle | PSOE    |
| 2003-2007 | José Domingo Ceniceros Lacalle | PSOE    |
| 2007-2011 | José Domingo Ceniceros Lacalle | PSOE    |
| 2011-2015 | José Domingo Ceniceros Lacalle | PSOE    |
| 2015-2019 | José Domingo Ceniceros Lacalle | PSOE    |

## Economía

### Evolución de la deuda viva
El concepto de deuda viva contempla solo las deudas con cajas y bancos relativas a créditos financieros, valores de renta fija y préstamos o créditos transferidos a terceros, excluyéndose, por tanto, la deuda comercial.
| Gráfica de evolución de la deuda viva del ayuntamiento entre 2008 y 2014                             |
| |
| Deuda viva del ayuntamiento en miles de Euros según datos del Ministerio de Hacienda y Ad. Públicas. |

La deuda viva municipal por habitante en 2014 ascendía a 0 €.

## Patrimonio

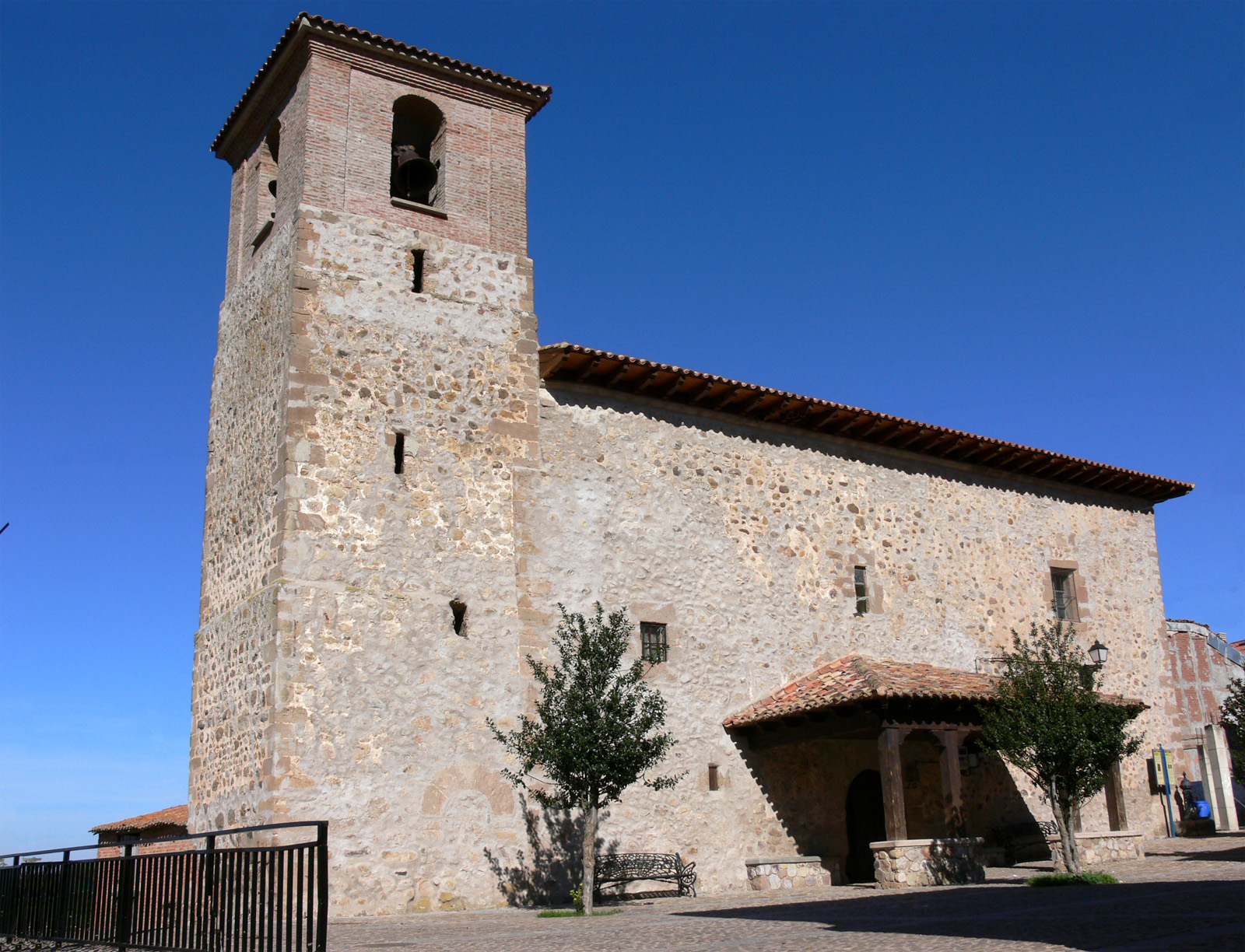
Iglesia de San Ildefonso.

- Iglesia de San Ildefonso: Del siglo XVII.
- Ermita de las Santitas: (Nunilo y Alodia) del siglo XVI.

## Entorno

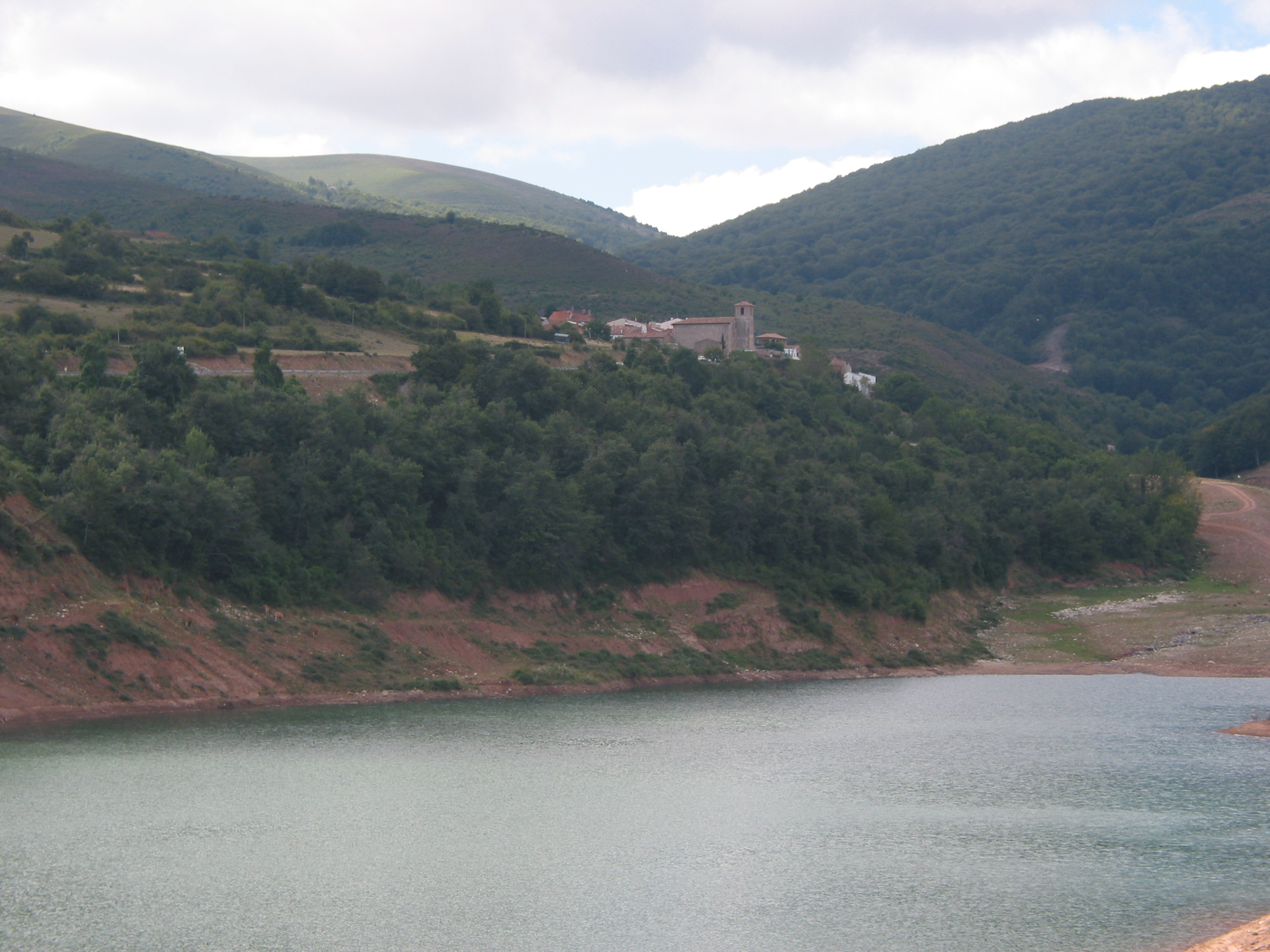
Castroviejo desde la presa de Yalde.

El entorno natural es muy variado. En las proximidades del núcleo urbano se concentran los espacios cultivados, que van desapareciendo a medida que nos internamos en el interior serrano y son reemplazados por importantes extensiones de matorrales y bosque. Entre sus masas forestales cabe destacar los bosques mixtos de ribera, chopos, sauces, alisos, cerezos y fresnos. En zonas más altas existen rebollares. Pero sin lugar a dudas, los bosques más interesantes son los hayedos, que pueblan las laderas mejor expuestas, allí donde se estancan las nubes y encuentran buenas condiciones de humedad. De especial relevancia es la presencia de numerosos tejos en las proximidades del barranco de los Pinos, cerca del término conocido como el Tejo. La repoblación de pino laricio es muy importante en la zona. Los espacios dedicados a pastos actualmente ocupan un lugar marginal.

## Presa del río Yalde

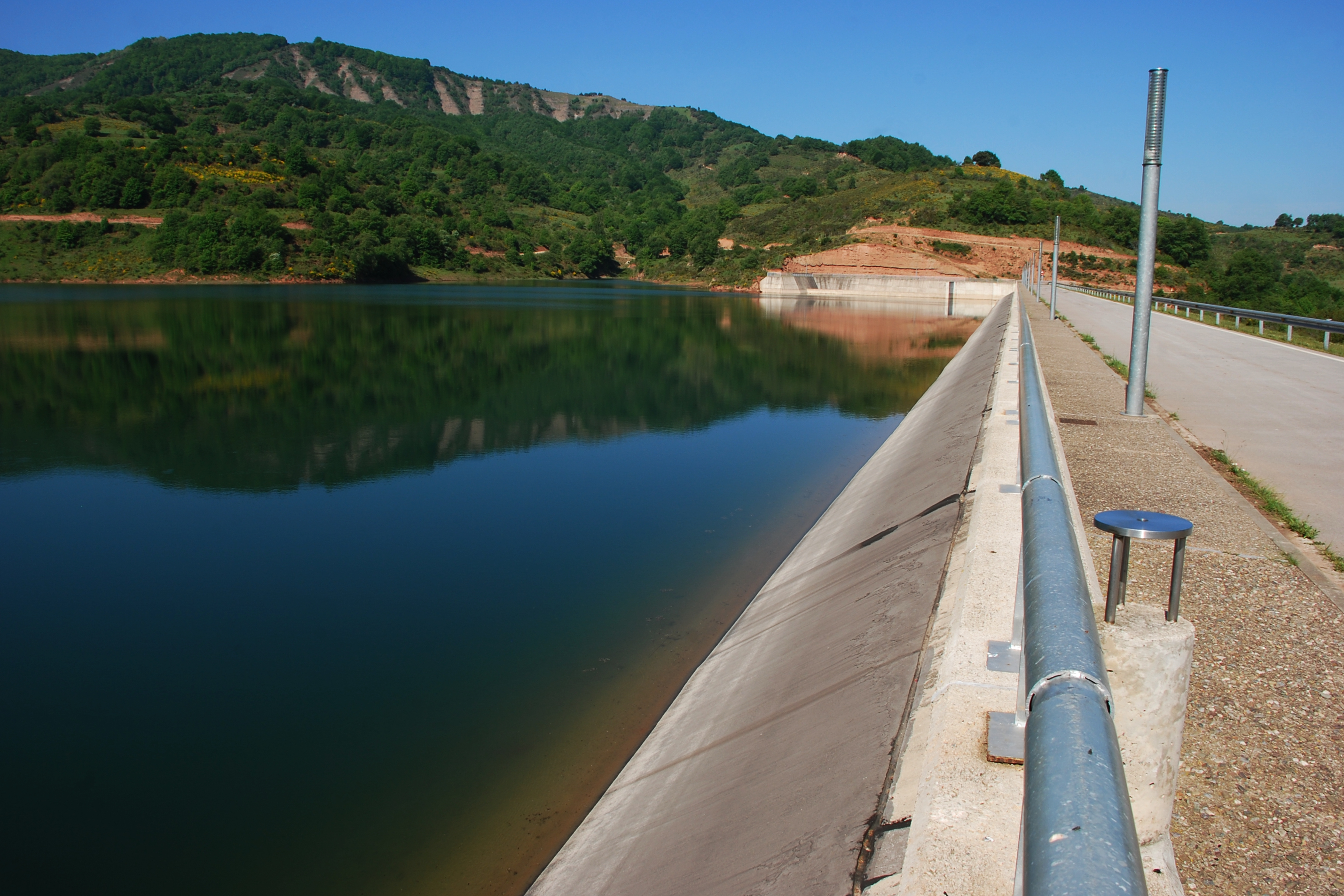
Presa sobre el río Yalde.

Finalizada en junio de 2004. Este proyecto data de finales de los años ochenta. Consiste en una presa de 55,5 m de altura sobre cimientos, entre Castroviejo y Santa Coloma para embalsar 3,5 aunque regula un volumen de 5,2 hm³ anuales.
Asegura el abastecimiento de agua de mesa de las poblaciones de la cuenca del Yalde (1 hm³); consolida los regadíos de la cuenca del Yalde y Ventosa, Uruñuela y Cenicero (3,13 hm³) para 777 hectáreas; y para mantener "el caudal ecológico" del río Yalde se destinan 0,85 hm³.